# Brigite dos Santos
Brigite da Conceição Francisco dos Santos (Luanda, 5 ottobre 1989) è una modella angolana, eletta nel 2008 Miss Mondo Angola.
In qualità di vincitrice di tale titolo, ha ottenuto la possibilità di rappresentare l'Angola a Miss Mondo 2008 il 13 dicembre 2008 a Johannesburg.
Birgite dos Santos è riuscita a classificarsi fra le finaliste del concorso, risultando alla fine la quarta classificata. Inoltre ha ottenuto il titolo di Regina Continentale dell'Africa. La dos Santos ha inoltre piazzato il secondo miglior piazzamento dell'Angola nella storia di Miss Mondo. Meglio di lei, in precedenza, era riuscita a fare soltanto Micaela Reis, piazzandosi al secondo posto nel 2007.